# Laxton's Gage
Laxton's Gage es una variedad cultivar de ciruelo (Prunus domestica), de las denominadas ciruelas europeas. Un híbrido del cruce de 'Green Gage' x 'Victoria'. Criado en Bedford por "Laxton Bros. Ltd.", en 1899.
Las frutas tienen una pulpa de color amarillo, medianamente firme, bastante suave y jugosa con un excelente sabor. Tolera las zonas de rusticidad según el departamento USDA, de nivel 5b, 5a, 6b, 6a, 7b, 7a.

## Historia
'Laxton's Gage' es una variedad de ciruela, híbrido del cruce de 'Green Gage' como Parental-Madre x el polen de 'Victoria' como Parental-Padre. Desarrollado y criado por "Laxton Bros. Ltd." Bedford, Inglaterra, (Reino Unido) a finales del siglo  XIX en 1899. Fue introducida en los circuitos comerciales en 1922. Fue galardonada con el Premio al Mérito por la "Royal Horticultural Society" en 1919.
'Laxton's Gage' se cultiva en la National Fruit Collection con el número de accesión: 1923 - 020 y nombre de accesión : Laxton's Gage.

## Características
'Laxton's Gage' árbol de porte extenso, moderadamente vigoroso, erguido, sus hojas de la planta leñosa son caducas, de color verde, forma elíptica, sin pelos presentes, tienen dientes finos en el margen. Las flores deben aclararse mucho para que los frutos alcancen un calibre más grueso. Tiene un tiempo de floración que comienza a partir del 14 de abril con el 10% de floración, para el 19 de abril tiene una floración completa (80%), y para el 30 de abril tiene un 90% de caída de pétalos.
'Laxton's Gage' tiene una talla de tamaño mediano a grande, de forma redonda oblonga amarilla, bastante regular, con peso promedio de 32.00 g; epidermis tiene una piel fuerte y ácida, con abundante pruina clara, no se aprecia pubescencia, presenta color verdoso amarillo claro, sutura muy definida, blanquecino con aureola más oscuro que el color general del fruto, con la cavidad peduncular muy estrecha, poco profunda, poco rebajada en la sutura y más bien un poco levantada en el lado opuesto; pedúnculo de longitud media, finos, leñosos, muy pubescentes, de longitud media de 15,24 mm; pulpa de color verde amarillento o amarillo ámbar transparente, textura semi blanda, algo crujiente, medianamente jugosa, y de un sabor muy dulce, almibarado, casi empalagoso.
Hueso muy adhesivo, grande, elíptico, muy aplastado, zona ventral muy estrecha pero bien marcada, con surcos bien marcados sobre todo el dorsal, superficie arenosa.
Su tiempo de recogida de cosecha se inicia en su maduración de mediados a finales de agosto.

## Usos
Se utiliza para su consumo en fresco. La ciruela 'Laxton's Gage' contiene la antocianina chrysanthemin.